# Budachów
Budachów is een plaats in het Poolse district  Krośnieński (Lubusz), woiwodschap Lubusz. De plaats maakt deel uit van de gemeente Bytnica en telt 700 inwoners.

## Verkeer en vervoer
- Station Budachów